# Frédéric-Henri Suzannet de La Forest
Pour les autres membres de la famille, voir Famille de Suzannet.
Frédéric-Henri de Suzannet, marquis de la Forest, né en Poitou le 8 juillet 1646 et mort à Varsovie en Pologne en 1701, est un officier et huguenot français qui met ses qualités militaires au service du royaume du Danemark, du duché de Brunswick-Lunebourg et de l'électorat de Saxe et participe ainsi à la guerre de la Ligue d'Augsbourg. 

## Biographie
Dans sa jeunesse, il prend part à la guerre de Hollande (1672-1678) en tant que capitaine aux dragons de Tessé. L’intensification des persécutions religieuses contre les protestants en France pousse Frédéric-Henri à chercher asile dans un pays du Refuge. Vers 1682, il sert comme capitaine de cavalerie dans l’armée du duc de Brunswick Lunebourg en Hanovre.  
En 1683, c’est avec permission du roi Louis XIV, que Frédéric-Henri Suzannet de la Forest, son frère Philippe-Frédéric, et son fils Jacques-Fréderic rejoignent des régiments danois. Là, Frédéric-Henri se voit accorder un brevet de colonel de cavalerie. En effet, Christian V de Danemark, un des rares alliés de Louis XIV dans sa guerre contre la Hollande, mène une politique favorable aux huguenots. Il permet par exemple aux nobles et officiers se mettant à son service de conserver leurs grades et leurs honneurs.
Trois ans plus tard, en 1686, grâce à l'intervention du monarque danois, Frédéric-Henri Suzannet de la Forest est autorisé à faire venir à Copenhague sa femme et sa sœur Charlotte-Elizabeth. Cette dernière devient dame d’honneur de la reine Charlotte-Amélie.  
En 1689, il est nommé ambassadeur danois à la cour de Saint-James et conseiller du prince George de Danemark (époux de la future reine Anne de Grande-Bretagne et frère de Christian V de Danemark). Il a pour mission de gagner le soutien de Guillaume III, devenu roi d'Angleterre, dans le conflit qui oppose le Danemark au duc de Holstein-Gottorp, et à cet égard de négocier l'assistance militaire danoise dans la guerre contre les jacobites,.
Le marquis de la Forest est fait major-général de cavalerie dans le corps auxiliaire danois qui sera envoyé en Irlande conformément à ce traité. Il sert  sous les ordres de Ferdinand Wilhelm, duc de Wurtemberg-Neustadt, lieutenant-général des troupes danoises en Irlande,.
Là, il participe à la bataille de la Boyne en 1690, au siège de Limerick (où son frère Philippe-Frédéric, capitaine des grenadiers, trouve la mort) et à la bataille d’Aughrim en 1691, où l’armée de Guillaume III inflige une lourde défaite aux jacobites (environ 7 000 morts). Menés brillamment par le maréchal Shomberg, par son fils Ménard de Shomberg, le marquis de Ruvigny et Frédéric-Henri de la Forest, les quatre régiments huguenots contribuent de façon significative à la victoire williamite en Irlande,.
En 1694, Guillaume III d’Angleterre nomme Frédéric-Henri de la Forest lieutenant-général des armées des Hauts-Alliés dans les Flandres, toujours sous le commandement du duc de Wurttemberg-Neuenstadt.Il participe au siège de Namur en 1695.    
Enfin, dans la grande guerre du Nord, le marquis de la Forest sert les armées de la coalition contre la Suède. En 1697, lieutenant-général dans les forces danoises, il participe aux attaques contre les Holstein-Gottorp. En 1699, il rejoint l'armée de Frédéric-Auguste, Électeur de Saxe devenu roi de Pologne. Élevé au grade de général et commandant 8 000 hommes du régiment de cavalerie, le monarque polonais l’envoie au secours du roi de Danemark. En 1700, il participe aux combats en Livonie suédoise, prend part à la prise de Dünamünde et au siège de Riga,,,.    
Il meurt soudainement « d’apoplexie » à Varsovie en mars 1701, à l'âge de 55 ans.  
En 1699, la paix de Ryswick signée, le marquis de la Forest avait entamé une procédure de restitution de ses biens français. Malgré l'intervention du roi Guillaume III d'Angleterre auprès de Louis XIV, et bien qu'il soit sorti de France en 1683 avec autorisation du roi, le marquis de la Forest et ses descendants n'obtinrent jamais gain de cause. Leurs biens revinrent à leurs cousines catholiques demeurées en France dans la fidélité au roi.       

## Famille et descendance
Le marquis de La Forest était l'enfant unique issu du premier mariage de Frédéric de Suzannet avec Esther Henry de Cheusses (fille de Jacques Henri de Cheusse). Veuf, son père s'était remarié avec Élisabeth de Courcillon, sœur du puissant marquis de Dangeau dont il eut quatre autres enfants. 
En 1673, Frédéric-Henri Suzannet de la Forest épouse sa cousine germaine Renée-Marie Henry de Cheusses. Deux de leurs fils périrent en avril 1689, dans l'incendie du palais d'Amelienborg à Copenhague, lors d'une représentation d'opéra. Jacques-Frédéric, leur seul fils survivant, devint chambellan du duc George de Hanovre, et le suivit dans ses fonctions quand ce dernier devint George Ier, roi de Grande-Bretagne. Jacques-Frédéric épousa à Celle, en Hanovre, Eléonore von Schultz dont il eut deux filles. La branche des Suzannet de la Forest s'éteignit à sa mort,,.

### Littérature citée
- (da) Carl Fredrik Bricka, Dansk biografisk Lexikon. tillige omfattende Norge for Tidsrummet 1537-1814, 1901 (OCLC 900627556, lire en ligne).
- (da) Engelstoft Povl et Dahl Svend, Dansk Biografisk Leksikon, Copenhague, 1932-1944.
- (da) J. H. F. Jahn, Det danske Auxiliaircorps i engelsk tjenste fra 1689 til 1697, Copenhague, 1840.